# Glen Corbett
Pour les articles homonymes, voir Corbett.
Glen Corbett (né Larry Holden) est un acteur américain né le 15 septembre 1922 et décédé le 15 août 1997 à Houston (Texas) (États-Unis). Il est le fils de l'actrice Gloria Holden (1903-1991) et le père de l'actrice  Laurie Holden.

## Biographie
Il joue notamment dans le film Les Rois de la piste (The Fireball) en 1950, aux côtés de  Marilyn Monroe et de Mickey Rooney. Il est également apparu dans The Violent Years  (1956), un film scénarisé par Ed Wood.
Marié jusqu'en 1975 avec l'actrice Adrienne Ellis, il est le père de l'actrice Laurie Holden (X-Files, The Majestic, Silent Hill, The Mist, The Walking Dead)  et de l'acteur/assistant réalisateur Christopher Holden. Il a également une autre fille, née d'un second mariage.
Il est décédé en 1997 à Houston (Texas) des suites d'un cancer.

## Filmographie
- 1950 : The Silver Theatre (série TV) (épisode My Brother's Keeper) : George Ditmar
- 1950 : Les Rois de la piste (The Fireball) : Mack Miller
- 1951 : Baïonnette au canon : Lieutenant
- 1955 : Badge 714 (série TV)  (épisode The Big Dog) : Davey
- 1956 : The Violent Years : Barney Stetson
- 1967 :  Star Trek (épisode Metamorphosis) : Zefram Cochrane